# Космос (книга)
Космос — научно-популярная книга Карла Сагана, астронома и лауреата Пулитцеровской премии, изданная в 1980 году. Состоит из 13 глав, соответствующих 13 эпизодам телевизионного сериала «Космос: персональное путешествие». Одновременно вышедшие книга и сериал должны были дополнять друг друга при исследовании общего развития науки и цивилизации. Отчасти под влиянием популярности телесериала, «Космос» провёл 50 недель в списке бестселлеров по версии Publishers Weekly и 70 недель — по версии New York Times, став на начало 1980-х годов самой популярной научной книгой. В 1981 году Карл Саган получил премию Хьюго за лучшую научно-популярную книгу. Небывалый успех способствовал резкому увеличению внимания к научно-популярной литературе. Своеобразным продолжением «Космоса» является книга 1994 года «Голубая точка. Космическое будущее человечества».
Одной из главных целей, которые преследовал Саган в этой книге (и телесериале), являлось объяснение сложных научных идей широкому кругу читателей и зрителей. В некоторой степени ему хотелось дистанцироваться от серьёзной науки, так как иногда ему «не хватало терпения» для неё. Саган считает, что телевидение является одним из величайших учебно-методических пособий из когда-либо изобретённых, и он пожелал извлечь выгоду из данного ему шанса поведать научные идеи всему миру.

## Общие сведения
Главы «Космоса» в значительной степени соответствуют эпизодам из одноимённого телесериала. В книге Саган исследует длившуюся миллиарды лет эволюцию космоса, развитие науки и цивилизации. «Космос» отслеживает источники знаний и научного метода, смешивая науку и философию, размышляя о будущем науки. В книге также обсуждаются основные предпосылки развития науки, рассказываются истории из жизни многих видных учёных разных времён, таким образом вписывая их вклад в более широкий контекст развития современной науки. Служба новостей Cornell охарактеризовала книгу как «общие сведения о том, как наука и цивилизация росли вместе».
Книга охватывает широкий круг тем, в поле зрения Сагана оказываются вопросы из области антропологии, космологии, биологии, истории, астрономии, от античности до современности. Саган высказывает по внеземной жизни ту позицию, что величина Вселенной допускает существование тысяч внеземных цивилизаций, но не существует никаких убедительных доказательств посещения ими нашей планеты. Книга, как и телесериал, содержит в подтексте ряд моментов из истории Холодной войны, едва различимые намёки на самоуничтожение и бесперспективность гонки вооружений.

## Стиль и содержание
В «Космосе» используется лёгкий, в форме диалога, тон для передачи сложных научных тем, предлагаемых рядовой аудитории. По многим темам книга включает в себя более краткие, переработанные представления предыдущих идей, о которых Саган писал ранее. Один критик утверждал, что книга содержит религиозную риторику в описаниях науки и Вселенной. Питер Лоулер, профессор политологии, считает, что религиозная риторика Сагана была очень преднамеренной. Он полагает, что Саган использует образы Бога, чтобы описать то, что могут принести контакты с внеземной жизнью. Саган также использует религиозные образы, чтобы объяснить большие, сложные понятия.
«Космос» повествует не только о загадках космоса. В качестве эпиграфа Саган приводит в каждой главе философскую цитату, чтобы напомнить читателям, что Вселенная — это не просто звёзды и планеты, но и причинно-следственная связь между объектами. Он напоминает читателям, что мы «сделаны из звёзд», и, хотя людям кажется, что они одиноки в космическом пространстве, Вселенная не была создана только для нашей цивилизации, для процветания, но мы продукт чего-то гораздо большего. Книга Сагана явным образом поддерживает интеллектуальный поиск внеземной жизни, так как он считает, что обнаружение космических пришельцев будет способствовать огромным переменам в жизни Земли.

## Популярность
Вскоре после выхода из печати «Космос» стал самой продаваемой из когда-либо опубликованных научных книг на английском, и был первой научной книгой, продажи которой превысили полмиллиона экземпляров. Несмотря на то, что возможной популярностью он обязан сериалу, «Космос» стал бестселлером благодаря своему содержанию, завоевав признание среди сотен тысяч читателей. Лишь только в конце 1980-х годов он был превзойдён «Краткой историей времени» Стивена Хокинга. На момент нахождения в списках бестселлеров Publishers Weekly и New York Times было продано 900 тыс. экземпляров книги, а возросшая популярность позволила продать около 5 млн копий за рубежом. Спустя время после публикации «Космоса» Саган получил аванс в размере 2 млн долларов за роман «Контакт». На тот момент это было самой крупной предоплатой за ещё неопубликованное научно-популярное издание. Успех «Космоса» сделал Сагана «как богатым, так и знаменитым». К тому же это привело к резкому привлечению внимания к научной литературе, открывая новые возможности и читательские аудитории для ещё молодого на тот момент жанра. Брюс Левенштейн, историк науки из Корнеллского университета, писал, что среди научных книг «Космос» чётко отмечает момент происходящего.
После успеха «Космоса» Саган стал одной из первых научных знаменитостей. Он появлялся на многих телевизионных программах, писал регулярную колонку для журнала Parade и работал на постоянное повышение популярности научного жанра.
Лишь только в 2004 году вышла первая русскоязычная версия «Космоса» в издательстве «Амфора».

## Влияние
Левенштейн также отметил силу книги как инструмента для вербовки. Наряду с «Охотниками за микробами», «Двойной спиралью» труд Сагана «Космос» является одной из тех книг, о которой говорят: «Эй, я стал учёным из-за этой книги». Как утверждал сам Саган, книга вдохновила многих людей, чтобы стать учёными в области астрономии и физики. Сагана также называют «самым успешным учёным-популяризатором нашего времени» по его способности располагать к себе большие и различные аудитории.
На популярность «Космоса» ссылались в спорах о целесообразности увеличения расходов на исследование космоса. Артур Кларк сослался на книгу Сагана в речи, в которой предлагал перенаправить финансирование противоракетной обороны времён Холодной войны на исследование Марса.

## Критика
Критика работы Сагана в большинстве является положительной. Писатель Джеймс Миченер в книжном обозрении New York Times похвалил «Космос» как «искусно написанная, образно показывающая краткие (Сагана) размышления о нашей вселенной. <…> Его отличает красочная манера изложения, отражающая яркими проблесками непредсказуемый ход его мысли». Дэвид Уайтхаус из BBC даже счёл, что «нет книг по астрономии — и даже в целом по науке, — которые бы приблизились к красноречию и интеллектуальному охвату „Космоса“. <…> Если бы нам нужно было отправить лишь одну книгу, чтобы украсить библиотеку далёких миров, то пусть это будет „Космос“». Kirkus Reviews описывают книгу как «Саган в своём лучшем проявлении».